# Libya TV
Libya TV är en privatägd libysk tv-kanal som sänder via satellit från Doha i Qatar. Kanalen skapades av exillibyern Mahmud Shammam under libyska inbördeskriget 2011 och finansieras huvudsakligen av libyska affärsmän. Det är den första oberoende libyska tv-kanalen.